# Reviers
Reviers är en kommun i departementet Calvados i regionen Normandie i norra Frankrike. Kommunen ligger i kantonen Creully som ligger i arrondissementet Caen. År 2022 hade Reviers 601 invånare.

## Befolkningsutveckling
Antalet invånare i kommunen Reviers
Referens:INSEE